# Болтен, Джошуа
Джошуа Брюстер Болтен (англ. Joshua Brewster Bolten; род. 16 августа 1954) — глава администрации Белого дома в 2006—2009 годах. Ранее возглавлял бюджетно-распределительное управление президентской администрации (2003—2006), был заместителем главы администрации по политической стратегии (2001—2003), занимался разработкой предвыборной стратегии Буша-младшего и Чейни в 1999—2000 годах.

## Биография
Джошуа Брюстер Болтен родился 16 августа 1954 года, по другим данным — 1955 года. Отец Джошуа, Сеймур Болтен (англ. Seymour Bolten), был высокопоставленным сотрудником ЦРУ, а мать, Аналуиза (англ. Analouise Bolten) — университетским преподавателем.
Учился в элитной Школе св. Албана (англ. St. Albans School). В 1976 году получил степень бакалавра искусств в Школе общественных и международных отношений имени Вудро Вильсона в Принстонском университете. В 1980 году получил степень доктора юриспруденции в Школе права Стэнфордского университета. Во время учёбы был редактором издания «Стэнфордское юридическое обозрение» (Stanford Law Review). После выпуска работал клерком в окружном суде Сан-Франциско.
Занимался частной практикой в фирме O’Melveny & Myers, потом работал в юридическом подразделении Государственного департамента США. Был исполнительным помощником директора Комиссии Киссинджера по Центральной Америке (Kissinger Commission on Central America). С 1985 по 1989 год занимал пост советника сенатского финансового комитета по вопросам международной торговли. В президентской администрации Джорджа Буша-старшего в течение трех лет работал юрисконсультом торгового представителя США и в течение одного года — заместителем помощника президента по юридическим вопросам. Во время осеннего семестра 1993 года преподавал международные торговые отношения в Школе права Йеля. С 1994 по 1999 год занимал должность исполнительного директора по юридическим и правительственным делам компании Goldman Sachs International в Лондоне.
С марта 1999 года по ноябрь 2000 года был директором по стратегии предвыборной кампании Джорджа Буша-младшего и Дика Чейни, получил прозвище «Волшебник» (Wizard).
С января 2001 года по июнь 2003 года был помощником президента и заместителем главы президентской администрации по политической стратегии.
30 июня 2003 года занял должность директора Административно-бюджетного управления в администрации Буша. Буш в 2003 году назвал Болтена «одним из моих самых близких и доверенных советников». При Болтене были увеличены расходы на оборону, сократились расходы на социальные нужды и значительно вырос дефицит бюджета (именно в этот период США столкнулись с проблемами войны в Ираке и ураганом «Катрина».
В конце марта 2006 года Буш назначил Болтена главой администрации Белого дома. На этом посту Болтен сменил ушедшего в отставку Эндрю Карда. Официально вступил в должность 14 апреля 2006 года. Комментируя своё назначение, Болтен заявил, что считает большой честью стать преемником одного из «лучших представителей государственной службы нашего поколения». На прежней должности Болтена сменил торговый представитель США Роб Портман.
Сам Болтен охарактеризовал себя как «более мягкого» руководителя, чем его предшественник. В то же время Болтен известен тем, что много работает, в том числе по ночам. Ари Фляйшер (Ari Fleischer), бывший пресс-секретарь Белого дома, говорил: «Тем кто работает в подчинении у Болтена, лучше не иметь семьи, не любить свой дом и ни на что не жаловаться». По мнению наблюдателей, ещё одной из черт Болтена является безоговорочная лояльность по отношению к президенту. Кроме того, ему приписывают способность быстро осваиваться на новой должности, хладнокровие и умение завоевывать доверие.
Для многих в Вашингтоне назначение Болтена стало неожиданностью — на его месте предпочли бы видеть более влиятельного политика, способного укрепить пошатнувшуюся репутацию Белого Дома. Демократы вменяли в вину Болтену неудачи бюджетной политики и назревший в США финансовый кризис. С другой стороны, в Болтене, политике, «не страдающем гипертрофированным эго» и имеющем связи с законодателями, видели человека, способного наладить контакт с нужными деятелями в Конгрессе и за его пределами. Наблюдатели отмечали, что опыт работы в бюджетном управлении может сослужить Болтену хорошую службу на новом посту, поскольку руководитель управления получил полное представление о правительственных программах, их достоинствах и недостатках.
Президент возложил на Болтена ответственность за проведение в администрации кадровых перестановок, и в первый же день официального пребывания в новой должности Болтен выступил перед сотрудниками администрации и призвал тех из них, кто планировал отставку, уйти немедленно. Болтен пообещал провести масштабные перестановки с целью «вдохнуть новую жизнь» в политику Белого дома.
В отставку ушел пресс-секретарь Белого Дома Скотт Макклеллан (Scott MacClellan), а один из ближайших советников Буша Карл Роув (Karl Rove) лишился части своих полномочий. На место Маклеллана пришел представитель компании Fox News Тони Сноу (Tony Snow). Кроме того, был сменен и министр финансов США Джон Сноу. Его сменил руководитель Goldman Sachs (компании, где некогда работал Болтен) Генри Полсон.
По словам знакомых и коллег Болтена, он вынашивал план по увеличению популярности Буша и оживлению работы республиканских активистов. План включал пять элементов: во-первых, более интенсивное противостояние нелегальным мигрантам из Мексики; во-вторых, улучшение инвестиционного климата; в-третьих, активное освещение достижений и планов администрации в СМИ; в-четвертых, жесткая позиция по отношению к ядерной программе Ирана; и наконец, завоевание большего расположения журналистов (вероятно, именно эту цель преследовало назначение Сноу пресс-секретарем Белого дома).
В ноябре 2008 года на президентских выборах победил кандидат Демократической партии США Барак Обама, официально вступивший в должность главы государства 20 января 2009 года. Новым главой администрации стал Рам Эмануэль, который в первый же день принял решение о прекращении работы над законопроектами предыдущей администрации.
С сентября 2009 года Болтен преподавал курсы по политике и экономике в Принстонском университете. В марте 2010 года он также стал сопредседателем совета директоров Фонда помощи Гаити, созданного бывшими президентами Биллом Клинтоном и Бушем-младшим (Clinton Bush Haiti Fund). Кроме того, с 2009 года Болтен входил в совет Мемориального музея холокоста в Вашингтоне, а в сентябре 2010 года президент Обама назначил его заместителем председателя совета музея.
Болтен никогда не был женат. Любит бейсбол и боулинг. Музыкант-любитель, он в 2004 году с другими действующими и бывшими сотрудниками администрации организовал музыкальный квартет, исполняющий мелодии 1960-х годов на благотворительных мероприятиях и правительственных торжествах. Сам Болтен играет на бас-гитаре, а солирует в ансамбле дочь его предшественника на посту главы администрации — Карда — Табита Мюллер (Tabitha Mueller). Группа имеет два названия — «Сочувствующие» (the Compassionates) и «Расстройство дефицита внимания» (Deficit Attention Disorder).
Другое увлечение Болтена — мотоциклы. В своем кабинете он держит топливный бак мотоцикла Harley-Davidson и книгу о мотоциклах этой марки. Однажды Болтен устроил мотоциклетный пробег к дому известной в 1980-х годах актрисы Бо Дерек (Bo Derek). Из знаменитостей, помимо Дерек, Болтен общается с солистом группы U2 Боно (Bono). В целом, знающие Болтена люди характеризуют его как человека непосредственного в общении, веселого. Его имидж, необычный для высокопоставленного чиновника, напоминает «рок-звезду». В то же время Болтен религиозен. Открывая первое заседание администрации, он процитировал молитву на иврите.